# 이경증 신도비 및 묘
이경증 신도비 및 묘는 대한민국 경기도 용인시 기흥구 영덕동에 있다. 1997년 12월 10일 용인시의 향토문화재 제46호로 지정되었다.